# A contrapelo
À rebours (traducido al español como A contrapelo, Al revés o Contra Natura) (1884) es una novela del escritor francés Joris-Karl Huysmans. 
La narración se concentra casi totalmente en su personaje principal, y es más bien un catálogo de los gustos y la vida de Des Esseintes, un excéntrico, recluido estético y antihéroe, que odia a la burguesía y al utilitarismo del siglo XIX y que trata de retirarse en un mundo artístico creado por él mismo. À rebours trata de muchos temas asociados al simbolismo. Representa la ruptura con el naturalismo y es considerado la Biblia del decadentismo.
Es también el libro que Lord Henry Wotton entrega a Dorian Gray y que finalmente lo lleva a su completa corrupción, en la novela de Oscar Wilde El retrato de Dorian Gray.

## Argumento
Jean Floressas des Esseintes es un joven francés de familia aristócrata, titular del Château de Lourps. Huérfano desde la adolescencia, las relaciones con otros seres humanos no le deparan sino desilusión. Su padre siempre estuvo ausente, y su madre vivía recluida presa de su talante depresivo. Una vez acabados sus estudios con los jesuitas, y comenzada su experiencia de la buena sociedad parisina, descubre que el mundo y las personas lo aburren tremendamente. Sus familiares son nostálgicos reaccionarios y sus compañeros de estudios le resultan vulgares y previsibles. Para su sorpresa, los ambientes intelectuales son caldo de cultivo de mezquindades y estrechez de miras. La vida familiar no le trae ningún buen recuerdo, pero acaba cansándose de frecuentar los prostíbulos. Acabará por detestar el mundo moderno, que está repleto de "bribones y estúpidos". 
Presa de la misantropía, y en busca de una vida más intensa, vende su castillo familiar y decide recluirse en una mansión, en la localidad de Fontenay-aux-Roses, que decorará de acuerdo con sus gustos decadentistas. En esta casa se dedica a explorar toda clase de arte: Gustave Moreau, en especial su cuadros Salomé y La aparición, Baudelaire, cuadros, perfumes, hasta que algo inesperado le obliga a abandonarla y de esta forma acabar con su mundo de ensueños. 
Des Esseintes es un dandi y esteta rebelde, que se caracteriza por su cinismo ético y su perversidad moral. Encuentra placer en la perversidad estética, como forma de invertir las normas y los valores convencionales que imperan en la sociedad de su tiempo. Se rebela contra el conformismo moral y los prejuicios sociales. Des Esseintes cree que los valores de libertad y progreso de la sociedad moderna son hipócritas y falsos, pues encubren la explotación del prójimo y fomentan la insatisfacción espiritual y el dolor de la vida. El pesimismo del personaje, reflejo de la obra de Schopenhauer, se enlaza con la perversidad y el cinismo como formas estéticas de rebeldía individual frente al mundo social. El personaje de Des Esseintes está, en parte, basado en Robert de Montesquiou.